# Tour de France Soundtracks

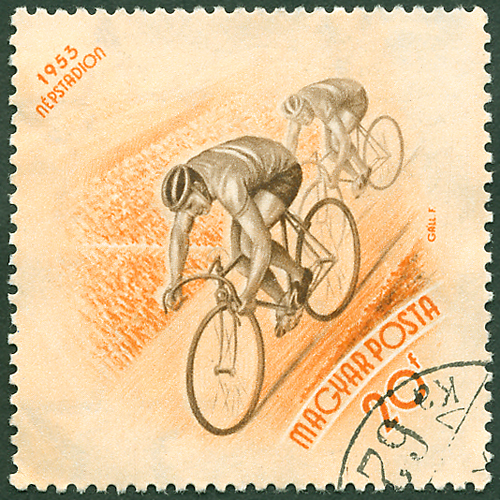
Почтовая марка с аналогичным мотивом

Tour de France Soundtracks (рус. «Звуковые дорожки к Тур-де-Франс») — десятый студийный концептуальный альбом немецкой электронной группы Kraftwerk, посвящённый 100-летию велогонки Тур-де-Франс. Это был первый студийный альбом группы после 17-летнего перерыва и последний на данный момент. Издан в 2003 году.

## Об альбоме
На «Tour de France Soundtracks» получили дальнейшее развитие идеи сингла «Tour de France» 1983 года, посвящённые знаменитой велогонке Тур-де-Франс. Эта песня появляется в самом конце альбома в новой версии. Альбом начинается с «пролога» и небольшой сюитообразной трилогии композиций «Tour de France Étape» (части 1, 2 и 3), завершающейся инструментальной «Chrono».
В отличие от прежних альбомов Kraftwerk, «Tour de France Soundtracks» вышел в одной языковой версии. Большинство песен исполнены на французском, и только тексты «Vitamin» и «Elektro Kardiogramm» — на немецком и английском.

## Обложка
Обложка альбома в целом повторяет дизайн сингла «Tour de France» (1983). Однако изображения двух прежних участников коллектива (Бартос и Флюр) заменены на новых. Центральный мотив заимствован из венгерской почтовой марки 1953 года.

## Список композиций
1. «Prologue» — 0:31
2. «Tour de France Étape 1» — 4:27
3. «Tour de France Étape 2» — 6:41
4. «Tour de France Étape 3» — 3:56
5. «Chrono» — 3:19
6. «Vitamin» — 8:09
7. «Aéro Dynamik» — 5:04
8. «Titanium» — 3:21
9. «Elektro Kardiogramm» — 5:16
10. «La Forme» — 8:41
11. «Régéneration» — 1:16
12. «Tour de France» — 5:12

## Альбомные синглы
- Tour de France ’03 (июль 2003)
- Aerodynamik (март 2004)
- Aerodynamik + La Forme (сентябрь 2007)